# 国道331号

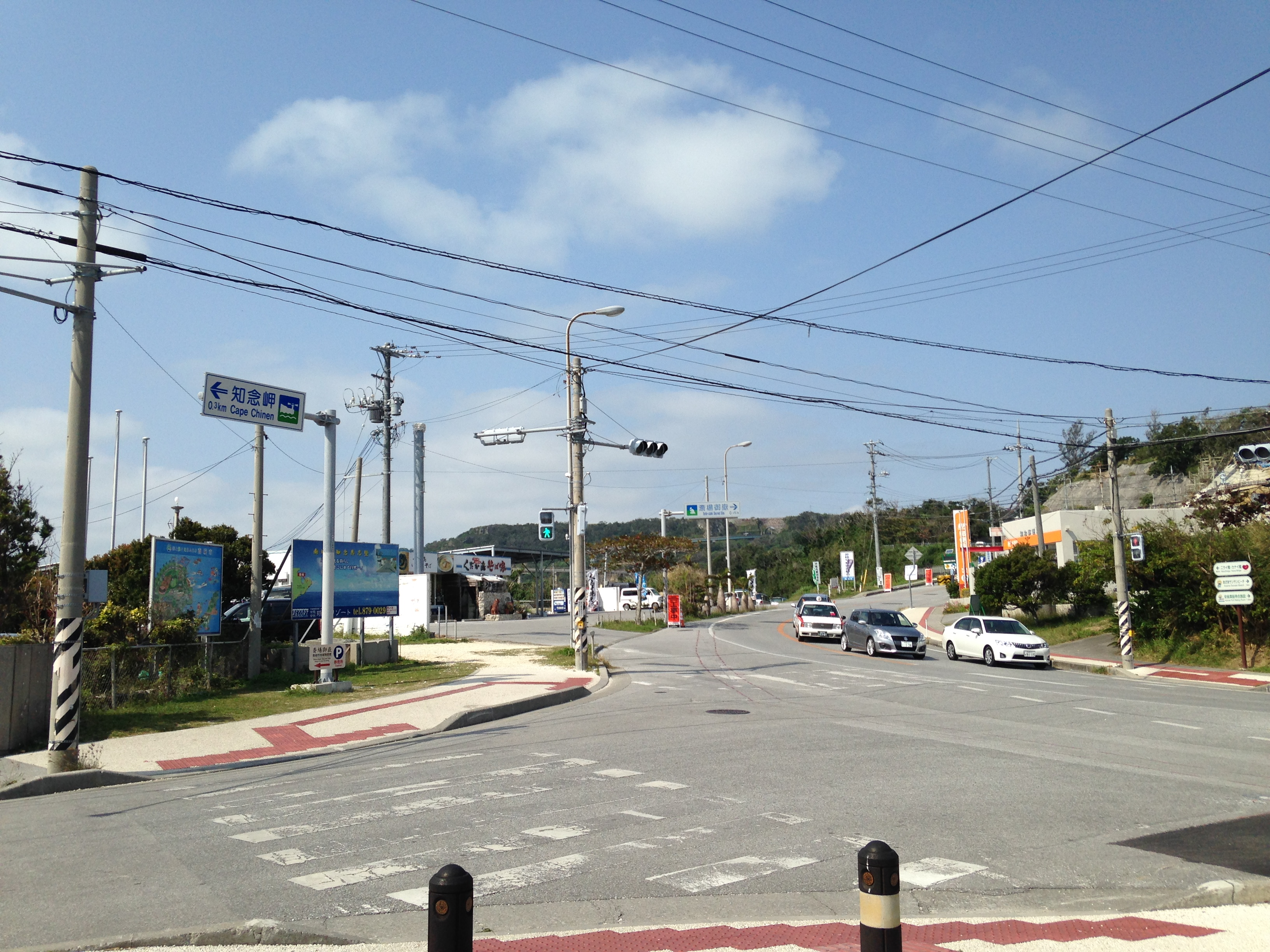
斎場御嶽・知念岬公園付近

国道331号（こくどう331ごう）は、沖縄県那覇市から沖縄本島の南側を回って、国頭郡大宜味村に至る一般国道である。

## 概要

### 路線データ
一般国道の路線を指定する政令に基づく起終点および重要な経過地は次のとおり。
- 起点：那覇市（奥武山町、明治橋 = 国道58号終点）
- 終点：沖縄県国頭郡大宜味村（字塩屋、国道58号交点）
- 重要な経過地：沖縄県島尻郡豊見城村[注釈 2]、糸満市、同郡具志頭村[注釈 3]、同郡知念村[注釈 4]、同郡与那原町、沖縄市、具志川市[注釈 5]、石川市[注釈 5]、名護市
- 総延長 : 153.6 km（重用延長を含む。）[2][注釈 6]
- 重用延長 : 62.6 km[2][注釈 6]
- 未供用延長 : なし[2][注釈 6]
- 実延長 : 91.0 km[2][注釈 6]
  - 現道 : 82.9 km[2][注釈 6]
  - 旧道 : 8.1 km[2][注釈 6]
  - 新道 : なし[2][注釈 6]
  - 指定区間 : 51.7 km[2][注釈 6]
  - 指定区間外 : 39.3 km[2][注釈 6]
- 指定区間：那覇市奥武山町51番 - 名護市字二見スギンダ241番（起点 - 二見三叉路）[注釈 7][3]

## 歴史
- 1953年（昭和28年） - 以下の区間が軍道・琉球政府道に指定される。
  - 軍道3号線 那覇市奥武山明治橋 - 豊見城村（現豊見城市）名嘉地。うち米軍那覇基地第3ゲート（現航空自衛隊那覇基地ゲート付近） - 名嘉地はのちに政府道となる。
  - 軍道13号線 与那原町森下 - 金武村（現金武町）屋嘉・宜野座村潟原 - 久志村（現名護市）辺野古
  - 軍道44号線 佐敷村（現南城市佐敷）新里 - 与那原町森下
  - 政府道1号線 読谷村大湾 - 国頭村奥（関係区間は大宜味村津波 - 大保 - 塩屋のみ、それ以外の区間は現国道58号）
  - 政府道3号線 豊見城村（現豊見城市）名嘉地 - 三和村（現糸満市）喜屋武
  - 政府道4号線 東村宇出那覇 - 大宜味村大保
  - 政府道13号線 糸満町（現糸満市糸満）糸満漁港 - 与那原町森下・金武村（現金武町）屋嘉 - 国頭村奥
  - 政府道44号線 知念村（現南城市知念）久手堅 - 佐敷村（現南城市佐敷）新里・与那原町森下 - 那覇市東町
  - 政府道64号線 三和村（現糸満市）小波蔵 - 知念村（現南城市知念）久手堅
- 1963年（昭和38年） - 塩屋大橋（初代・現在の橋は2代目で1999年開通）開通により、これまで政府道1号線だった大宜味村津波 - 大保 - 塩屋のうち、大保 - 塩屋間が政府道4号線となる（津波 - 大保間は政府道9号線となる(本土復帰後は県道9号線となる)）。
- 1972年（昭和47年）5月15日 - 本土復帰と同時に以下の区間が一般国道331号（沖縄県コザ市（現沖縄市）コザ十字路 - 那覇市奥武山町明治橋）となる。
  - 軍道3号線 全区間。このうち那覇市赤嶺 - 山下町間は当時米軍基地内だったため通行できず、代わりに県道7号線（現主要地方道奥武山米須線〈県道7号〉）と県道62号線が那覇 - 豊見城・糸満間の重要な幹線道路となった。
  - 軍道13号線 コザ市（現沖縄市）コザ十字路 - 与那原町与那原（全区間国道329号と重複、残りの区間は国道329号に）
  - 軍道44号線 全区間
  - 政府道3号線 糸満市小波蔵 - 那覇市赤嶺（残りの区間は県道3号線に）
  - 政府道44号線 佐敷村（現南城市佐敷）新里 - 知念村（現南城市知念）久手堅（残りの区間は国道329号に）
  - 政府道64号線 全区間
  - また政府道13号線のうち名護市二見 - 国頭村奥の区間は主要地方道名護国頭線（県道13→70号）、政府道4号線はそのまま県道4号線となる。
- 1973年（昭和48年） - 那覇市山下 - 赤嶺間の国道331号が返還・開放され、通行可能になった。
- 1982年（昭和57年）4月 - 県道4号線が主要地方道に昇格し東大宜味線（県道80号）となる。
- 1983年（昭和58年）12月 - 那覇市奥武山町から糸満・那覇空港向け（一方通行で途中で分岐）の山下立体高架橋が開通。
- 1987年（昭和62年）3月 - 具志頭村（現八重瀬町）港川 - 玉城村（現南城市玉城）堀川間に港川バイパスが開通。
- 1989年（平成元年）12月 - 那覇市赤嶺 - 豊見城村（現豊見城市）名嘉地間に小禄バイパス開通
- 1993年（平成5年）
  - 1月 - 具志頭村（現八重瀬町）港川 - 玉城村（現南城市玉城）堀川の区間を港川バイパスに移し、旧道部分を県道17号線と玉城村道（現南城市道）に降格した。
  - 4月1日 - 国道331号が沖縄市コザ十字路から名護市二見までの国道329号を重複したまま、大宜味村塩屋まで延長。主要地方道名護国頭線（県道70号）のうち名護市二見 - 東村平良間と東大宜味線（県道80号）の全線が新たに昇格した（管理は県のまま）。またこれまで起点が沖縄市、終点が那覇市だったのを路線延長により起点が那覇市奥武山町、終点が大宜味村塩屋（指定区間は名護市二見）となった。一方名護国頭線の残りの区間（東村平良 - 国頭村奥）は県道70号のまま「国頭東線」と名称変更した。
- 1994年（平成6年）12月 - 糸満市真栄里 - 南波平間に名城バイパス開通。
- 1996年（平成8年）3月 - 玉城村（現南城市玉城）百名 - 仲村渠間に百名バイパス開通。
- 2002年（平成14年）4月 - 糸満市役所現庁舎完成に伴い糸満市潮崎町を通る沖縄西海岸道路糸満道路が部分開通。
- 2003年（平成15年） - 糸満市真栄里 - 南波平、玉城村（現南城市玉城）百名 - 仲村渠の区間をそれぞれのバイパスに移し、旧道部分の一部を糸満市道（糸満市小波蔵南波平）と県道佐敷玉城線（県道137号・百名交差点 - 仲村渠交点）に降格・移管した。糸満市西崎の沖縄西海岸道路（豊見城道路・糸満道路）区間がもとの糸満市道を昇格・道路改良したうえで部分供用
- 2006年（平成18年）
  - 2月 - 豊見城市瀬長 - 豊崎間の沖縄西海岸道路豊見城道路が部分開通。
  - 4月 - 那覇市赤嶺 - 豊見城市名嘉地の区間を小禄バイパスに移し、旧道部分を同バイパス開通後17年にしてようやく沖縄県道231号那覇空港線に降格した。この旧道区間は大半が沖縄県内の直轄国道（国管理・指定区間）で唯一本線の最高速度が30 km/hの区間だったが、県道降格で直轄国道で30 km/h規制区間はなくなった（一部高架橋の側道部分などは除く。また県管理の国道には30 km/h区間が残っている）。また糸満市真栄里 - 小波蔵の旧道区間が糸満市道、百名バイパス交点 - 百名交差点の旧道区間が南城市道にそれぞれ降格した。
- 2007年（平成19年）3月 - 豊見城市豊崎 - 糸満市西崎間の沖縄西海岸道路豊見城道路が開通し、これで豊見城道路が全線開通する（一部を除き暫定2車線）。
- 2008年（平成20年）12月20日 - 道の駅豊崎が開駅。
- 2009年（平成21年）9月 - 道の駅いとまんが開駅。
- 2011年（平成23年）3月 - 名護市二見 - 大浦間に二見バイパスが全線開通。
- 2012年（平成24年）
  - 3月 - 糸満市西崎 - 真栄里間の沖縄西海岸道路糸満道路が全線開通（一部を除き暫定2車線）。
  - 11月 - 名護市二見の旧道区間に地元民謡「二見情話」が奏でるメロディーラインが完成。
- 2016年（平成28年）3月 - 沖縄西海岸道路豊見城道路が完成4車線に拡幅。後に瀬長交差点が改良され、那覇方面から糸満方面への直進道路は豊見城道路へとなる。
- 2017年（平成29年）
  - 3月 - 沖縄西海岸道路糸満道路が完成4車線に拡幅。
  - 4月 - 豊見城市瀬長 - 糸満市真栄里の区間を豊見城道路・糸満道路に移し、旧道部分の豊見城市名嘉地 - 糸満市真栄里の区間を沖縄県道256号豊見城糸満線として県道に降格された（同県道は沖縄県道68号線も同路線を廃止したうえで統合された）。これにより豊見城市瀬長 - 名嘉地の小禄バイパスの区間は事実上支線となる。
- 2023年（令和5年）
  - 8月2日 - 令和5年台風第6号の影響で名護市汀間付近の道路が高波を受けて崩落し道路が陥没した[4]。

## 路線状況

### バイパス・改良事業など
- 沖縄西海岸道路（地域高規格道路・読谷村 - 糸満市）
  - 豊見城道路（豊見城市瀬長 - 糸満市西崎）
  - 糸満道路（糸満市西崎 - 真栄里）
  - 小禄バイパス（那覇市赤嶺 - 豊見城市名嘉地）
- 名城バイパス（糸満市真栄里 - 南波平）
- 摩文仁改良（糸満市大度 - 八重瀬町仲座、延長2.0 km）
- 港川バイパス（八重瀬町港川 - 南城市玉城志堅原）
- 中山改良（南城市玉城志堅原 - 南城市玉城字中山、延長1.8 km）
- 百名バイパス（南城市玉城中山 - 仲村渠）
- 二見バイパス（名護市二見 - 大浦）

### 重複区間
- 国道332号（起点 - 垣花町交点）
- 国道507号（糸満市糸満 - 八重瀬町具志頭）
- 国道329号（与那原町与那原 - 名護市二見）

### 道の駅
- 豊崎（豊見城市豊崎、豊見城道路）
- いとまん（糸満市西崎、糸満道路）

### 路線バス

#### 南部区間
那覇市 - 糸満市糸満を通る路線
- 9番・小禄石嶺線（那覇バス市内線） 那覇市明治橋 - 山下交差点・同市具志 - 豊見城市名嘉地
- 11番・安岡宇栄原線（那覇バス市内線） 那覇市具志 - 豊見城市名嘉地
- 17番・石嶺（開南）線（那覇バス市内線） 那覇市具志 - 豊見城市名嘉地
- 23番・具志川線（琉球バス交通） 那覇市明治橋 - 垣花交差点（那覇空港発着のみ）
- 26番・宜野湾空港線（琉球バス交通） 那覇市明治橋 - 垣花交差点
- 27番・屋慶名線（沖縄バス） 那覇市明治橋 - 金城（那覇西高校入口、沖縄バス豊見城営業所発着のみ）
- 32番・コンベンションセンター線（沖縄バス） 那覇市明治橋 - 金城（那覇西高校入口、沖縄バス豊見城営業所発着のみ）
- 43番・北谷線（沖縄バス） 那覇市明治橋 - 金城（那覇西高校入口、沖縄バス豊見城営業所発着のみ）
- 45番・与根線（那覇バス） 那覇市具志 - 豊見城市瀬長
- 55番・牧港線（琉球バス交通） 那覇市明治橋 - 山下交差点
- 56番・浦添線（琉球バス交通） 那覇市明治橋 - 金城（那覇西高校入口）
- 87番・赤嶺てだこ線（沖縄バス） 那覇市明治橋 - 金城（那覇西高校入口）
- 88番・宜野湾線（琉球バス交通） 那覇市明治橋 - 山下交差点
- 89番・糸満（高良）線（琉球バス交通・沖縄バス共同運行） 那覇市明治橋 - 金城（那覇西高校入口） - 安次嶺（金城 - 安次嶺は航空隊経由のみ）・糸満市西崎（西崎経由のみ）
- 95番・空港あしびなー線（那覇バス） 那覇市安次嶺 - 豊見城市豊崎
- 98番・琉大（バイパス）線（琉球バス交通） 那覇市明治橋 - 山下交差点
- 99番・天久新都心線（琉球バス交通） 那覇市明治橋 - 垣花交差点
- 101番・平和台安謝線（那覇バス） 那覇市具志 - 豊見城市瀬長
- 111番・高速バス（琉球バス交通・沖縄バス・那覇バス・東陽バス共同運行） 那覇市明治橋 - 垣花交差点
- 113番・具志川空港線（琉球バス交通） 那覇市明治橋 - 垣花交差点
- 117番・高速バス（美ら海直行）（琉球バス交通・沖縄バス・那覇バス共同運行） 那覇市明治橋 - 垣花交差点
- 120番・名護西空港線（琉球バス交通・沖縄バス共同） 那覇市明治橋 - 垣花交差点
- 123番・石川空港線（琉球バス交通） 那覇市明治橋 - 垣花交差点
- 125番・普天間空港線（那覇バス） 那覇市明治橋 - 垣花交差点
- 152番・イオンモール沖縄ライカム線（琉球バス交通） 那覇市明治橋 - 垣花交差点
- 189番・糸満空港線（琉球バス交通）　那覇市安次嶺 - 糸満市西崎（停車するのは糸満市内のみで豊見城市内は通過）
- 190番・知花空港線（琉球バス交通）　那覇市明治橋 - 垣花交差点（2022年10月17日運行開始[5]）
- 256番・浦添てだこ線（琉球バス交通） 那覇市明治橋 - 金城（那覇西高校入口）
- 446番・那覇糸満線（那覇バス） 那覇市明治橋 - 奥武山交差点
- 888番・やんばる急行バス　那覇市安次嶺 - 豊見城市名嘉地（豊見城・名嘉地インターチェンジ）　一部の急行便のみで当国道は通過のみ
- TK01・ハーレーエクスプレス（東京バス）　那覇市安次嶺 - 糸満市真栄里（名城バイパス入口交差点、豊見城市内は通過のみ）
- TK02・ウミカジライナー（東京バス）　那覇市安次嶺 - 豊見城市瀬長交差点（瀬長島経由するため一旦離脱） - 豊崎 - 糸満市真栄里（名城バイパス入口交差点）
- TK03・琉球ホテルエアポートリムジン（東京バス）　那覇市安次嶺 - 糸満市真栄里（名城バイパス入口交差点、当国道は通過のみ）
- 瀬長島ライナー（カリー観光）　那覇市安次嶺 - 豊見城市瀬長交差点

糸満市糸満 - 南城市玉城を通る路線
- 50番・百名（東風平）線（琉球バス交通） 八重瀬町具志頭交差点 - 南城市玉城百名（港川バイパス区間は除く）
- 51番・百名（船越）線（琉球バス交通） 八重瀬町長毛 - 南城市玉城富里 - 百名（具志頭長毛 - 富里間は向陽高校経由のみ）
- 81番・西崎向陽高校線（琉球バス交通） 八重瀬町仲座 - 港川
- 82番・玉泉洞糸満線（琉球バス交通） 糸満市真栄里 - 八重瀬町港川（名城バイパスおよび糸満市摩文仁の平和祈念公園付近は除く）・糸満市潮崎町（糸満市役所経由のみ）
- 83番・玉泉洞線（琉球バス交通） 那覇市明治橋 - 垣花交差点（那覇空港発着のみ）、八重瀬町具志頭交差点 - 港川
- 107番・南部循環（真壁廻り）線（琉球バス交通） 糸満市米須→真栄里（名城バイパス区間を除く）
- 108番・南部循環（喜屋武廻り）線（琉球バス交通） 糸満市真栄里→米須（名城バイパス区間を除く）
- 南城市コミュニティーバス（Nバス）　
  - Cルート（玉城・大里一周線）　八重瀬町港川 - 南城市玉城志堅原（堀川入口 - 奥武入口を除く） - 玉城富里（C1が富里→志堅原、C2がその逆）
  - Dルート（玉城東回り線）　八重瀬町港川 - 南城市玉城百名（D1が百名→志堅原→富里、D2が港川→百名）
  - F3ルート（玉城一周線）　八重瀬町港川→南城市玉城志堅原（堀川入口→奥武入口を除く）→玉城百名

南城市玉城 - 与那原町を主に通る路線
- 36番・糸満新里線（沖縄バス） 南城市佐敷新里 - 与那原町与那原
- 37番・那覇新開線（東陽バス） 南城市佐敷新里 - 与那原町与那原
- 38番・志喜屋線（東陽バス） 南城市知念志喜屋 - 与那原町与那原
- 39番・南城線（沖縄バス） 那覇市明治橋 - 金城（那覇西高校入口、沖縄バス豊見城営業所発着便のみ）・南城市佐敷新里 - 与那原町与那原
- 191番・城間（一日橋）線（東陽バス） 南城市佐敷新里 - 与那原町与那原
- 338番・斎場御嶽線（東陽バス）　南城市知念久手堅 - 与那原町与那原
- 339番・南城結の街線（沖縄バス）　南城市佐敷新里 - 与那原町与那原
- 南城市コミュニティーバス（Nバス）　
  - Aルート（知念・佐敷一周線）　南城市玉城字玉城 - 佐敷津波古（A1が佐敷→玉城、A2が玉城→佐敷）
  - B1・B2ルート（ニライカナイ橋・つきしろ線）　南城市知念吉富 - 佐敷津波古（B1が佐敷→知念、B2が知念→佐敷）

#### 北部区間
- 78番・名護東部線（琉球バス交通・沖縄バス共同運行） 名護市二見 - 天仁屋[注釈 8]
- 東村コミュニティバス　東村有銘 - 平良 - 大宜味村大保（平日：平良源河線が有銘 - 平良、高江大宜味線が平良 - 大保。土休日：高江源河線が有銘 - 平良、平良大宜味線が平良 - 大保）

### 異常気象時通行規制区間
| 区間                                  | 規制内容           |
| ------------------------------------- | ------------------ |
| 名護市二見三差路から1.4 kmの区間      | 連続雨量250 mm以上 |
| 名護市天仁屋 - 国頭郡東村平良宇出那覇 | 連続雨量200 mm以上 |

## 地理

### 通過する自治体
- 沖縄県
  - 那覇市 - 豊見城市 - 糸満市 - 島尻郡八重瀬町 - 南城市 - 島尻郡与那原町 - 中頭郡西原町 - 中頭郡中城村 - 中頭郡北中城村 - 沖縄市 - うるま市 - 国頭郡金武町 - 国頭郡宜野座村 - 名護市 - 国頭郡東村 - 国頭郡大宜味村

### 交差する道路

#### 南部区間
那覇市 - 与那原町
- 国道58号（那覇市奥武山町(起点)）
- 沖縄県道7号奥武山米須線（那覇市奥武山町 山下交差点・糸満市 米須交差点）
- 国道332号（那覇市垣花交差点）
- 沖縄県道231号那覇空港線（那覇市 安次嶺交差点 - 赤嶺交差点・豊見城市名嘉地交差点）
- 沖縄県道221号那覇内環状線（那覇市赤嶺）
- 沖縄県道256号豊見城糸満線（豊見城市名嘉地・糸満市真栄里）
- E58 那覇空港自動車道（国道506号）
  - 豊見城東道路豊見城・名嘉地インターチェンジ（豊見城市名嘉地）
- 沖縄県道249号東風平豊見城線（豊見城市豊崎）
- 沖縄県道250号糸満具志頭線（糸満市西崎・八重瀬町仲座）
- 沖縄県道77号糸満与那原線（糸満市糸満・与那原町与那原港区 - 与那原交差点）
- 国道507号（糸満市糸満・八重瀬町具志頭交差点）
- 沖縄県道223号魂魄之塔線（糸満市米須）
- 沖縄県道15号線（八重瀬町仲座）
- 沖縄県道17号線（八重瀬町港川）
- 沖縄県道48号線（南城市玉城富里）
- 沖縄県道137号佐敷玉城線（南城市玉城仲村渠・佐敷新里・佐敷津波古）
- 沖縄県道236号玉城那覇自転車道線（沖縄のみち自転車道、南城市知念字知念・知念久手堅）
- 沖縄県道86号南風原知念線（南城市知念吉富）
- 沖縄県道138号線（南城市佐敷津波古）
- 国道329号（同・与那原交差点）

#### 国道329号重複区間
与那原町与那原交差点 - 名護市二見三叉路
- 沖縄県道38号浦添西原線（西原町嘉手苅 小那覇交差点）
- 沖縄県道34号宜野湾西原線（西原町内間）
- 沖縄県道35号線（中城村奥間）
- 沖縄県道146号線（中城村添石 中城公園入口交差点）
- 沖縄県道81号宜野湾北中城線（北中城村渡口）
- 沖縄県道227号沖縄県総合運動公園線（同）
- 沖縄県道22号線（沖縄市比屋根）
- 沖縄県道85号沖縄環状線（沖縄市高原・美里）
- 沖縄県道20号線（沖縄市高原）
- 国道330号（沖縄市照屋 コザ十字路）
- 沖縄県道75号沖縄石川線（沖縄市宮里コザ十字路）
- 沖縄県道74号沖縄嘉手納線（沖縄市知花）
- 沖縄県道16号線（同）
- 沖縄県道36号線（沖縄市登川・池原）
- E58 沖縄自動車道
  - 沖縄北インターチェンジ（沖縄市登川）
  - 石川インターチェンジ（うるま市石川）
  - 金武インターチェンジ（金武町金武）
  - 宜野座インターチェンジ（宜野座村宜野座）
- 沖縄県道255号石川池原線（沖縄市池原、うるま市石川東山本町赤崎交差点）
- 沖縄県道6号線（うるま市石川伊波）
- 沖縄県道73号石川仲泊線（うるま市石川東山本町赤崎交差点）
- 沖縄県道88号屋嘉恩納線（金武町屋嘉）
- 沖縄県道104号線（金武町 金武交差点）
- 沖縄県道234号漢那松田線（宜野座村漢那・松田）
- 沖縄県道71号名護宜野座線（宜野座村松田）
- 沖縄県道13号線（名護市久志・同市辺野古）

#### 北部区間
名護市二見 - 大宜味村
- 国道329号（名護市二見）
- 沖縄県道18号線（名護市大浦）
- 沖縄県道14号線（東村有銘）
- 沖縄県道70号国頭東線（東村平良）
- 沖縄県道9号線（大宜味村田港）
- 国道58号（大宜味村塩屋・終点）

## ギャラリー

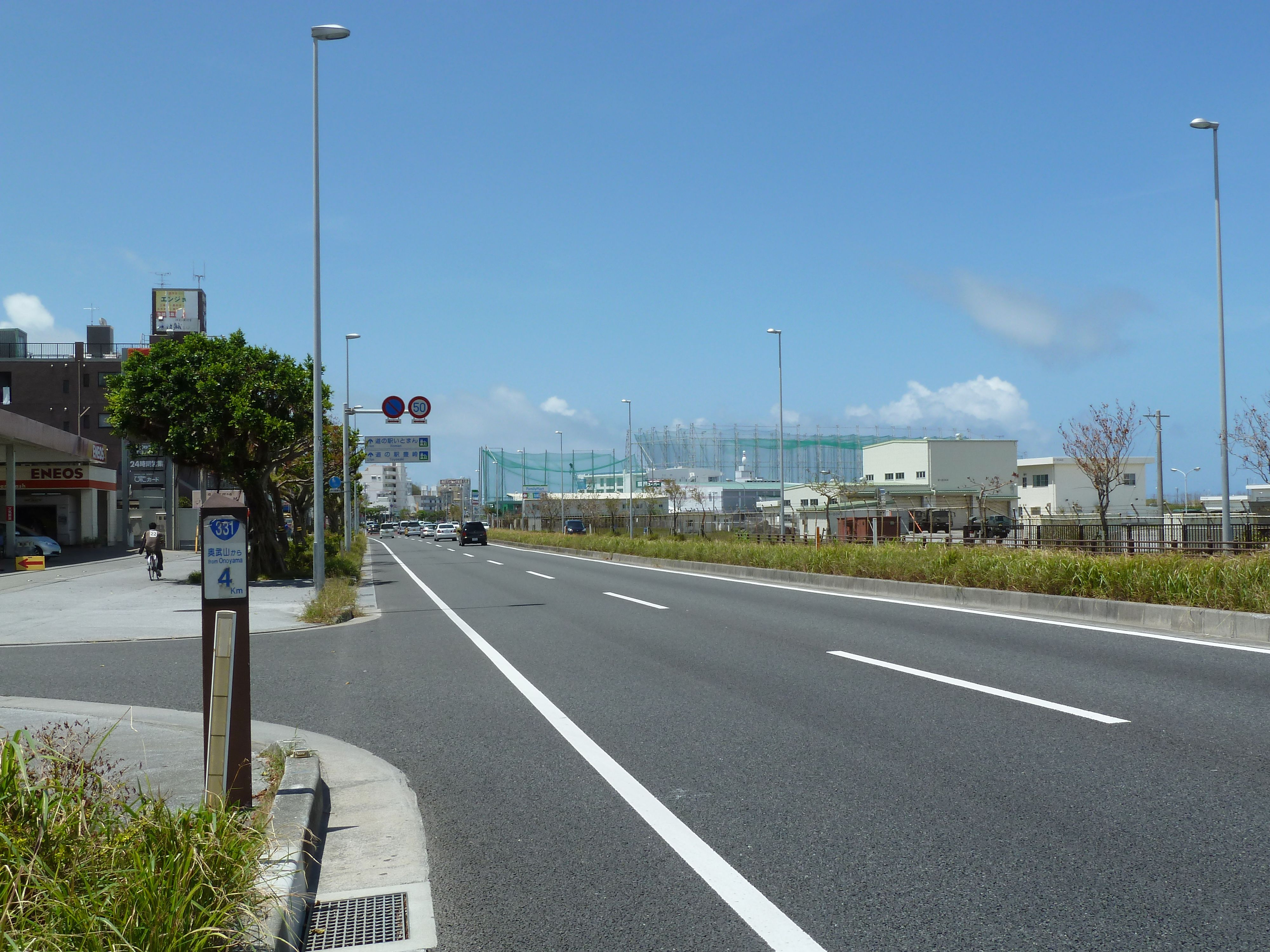
沖縄県那覇市内を走る国道331号線
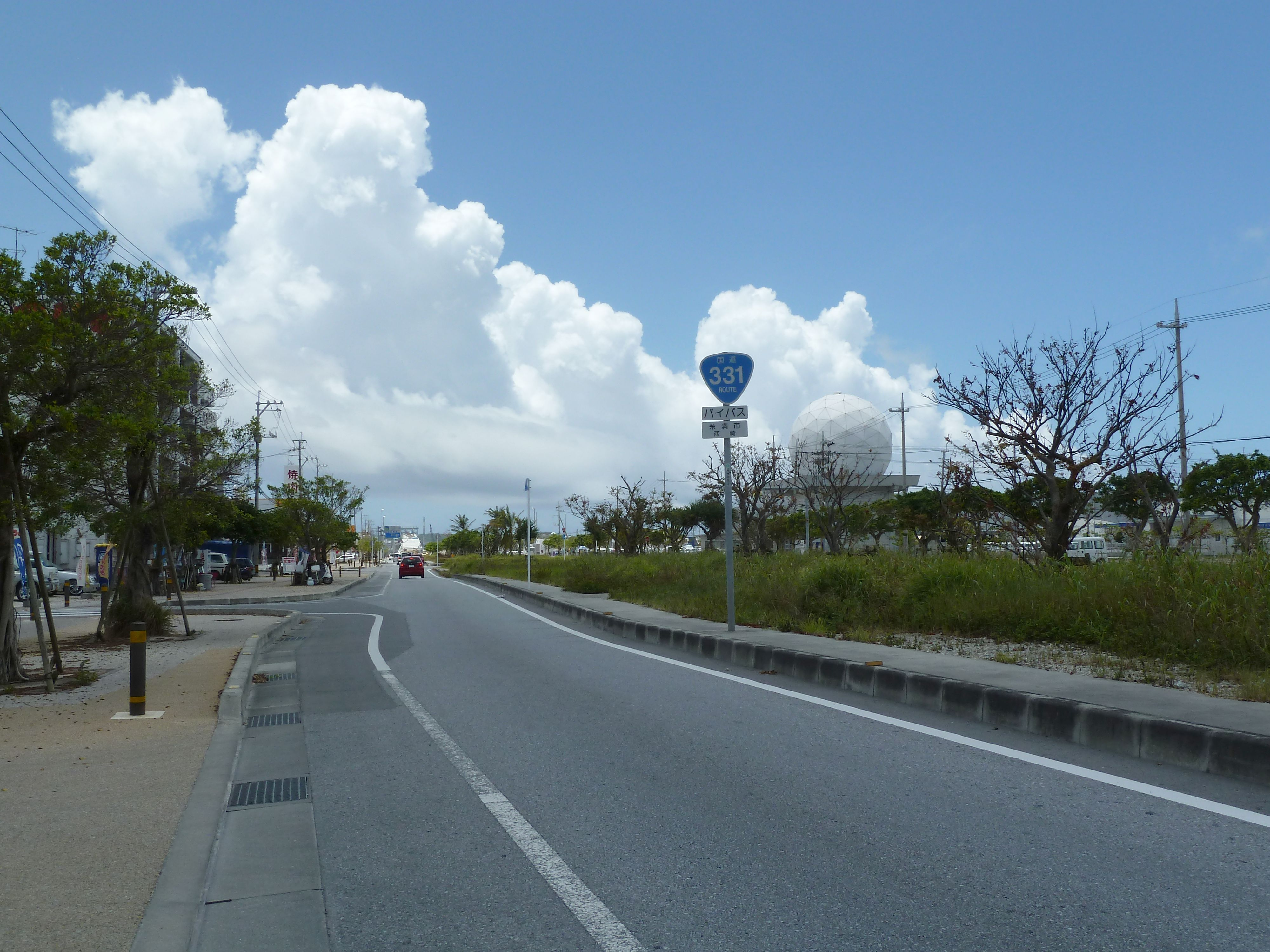
国道331号線
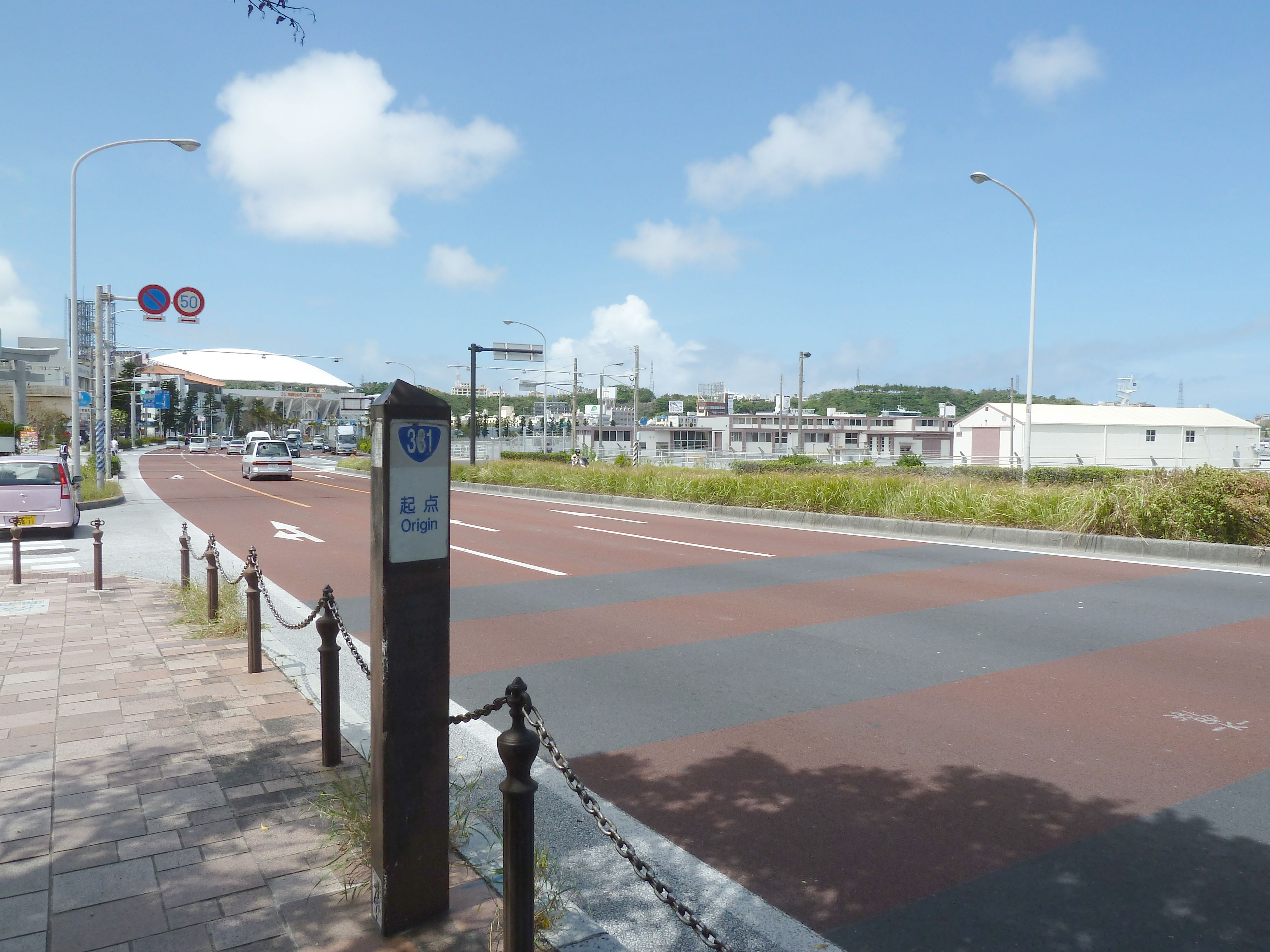
起点 - 那覇市垣花町交点